# Giuseppe Mojoli
Giuseppe Mojoli (* 31. August 1905 in Covo, Provinz Bergamo, Italien; † 9. März 1980) war ein römisch-katholischer Erzbischof und vatikanischer Diplomat.

## Leben
Giuseppe Mojoli empfing am 18. März 1928 das Sakrament der Priesterweihe.
Am 27. September 1960 ernannte ihn Papst Johannes XXIII. zum Titularerzbischof von Larissa in Thessalia und bestellte ihn zum Apostolischen Internuntius in Äthiopien. Johannes XXIII. spendete ihm am 28. Oktober desselben Jahres die Bischofsweihe; Mitkonsekratoren waren der Päpstliche Almosenier, Kurienerzbischof Diego Venini, und der Bischof von Imola, Benigno Carrara.
Am 14. November 1969 wurde Giuseppe Mojoli Apostolischer Nuntius in Malta. Im Dezember 1971 trat Mojoli als Apostolischer Nuntius in Malta zurück.
Giuseppe Mojoli nahm an der zweiten, dritten und vierten Sitzungsperiode des Zweiten Vatikanischen Konzils teil. 